# Лаба, Пьер Огюст Леон
Пьер Огюст Леон Лаба (фр. Labat; 1803 — 1847) — французский врач.

## Биография
Закончил медицинский факультет в Монпелье, много путешествовал по Северной и Южной Америке, Африке, Палестине, Турции, Персии, Египту, где был назначен лейб-хирургом хедива, ездил в Россию и т. д.

## Труды
Лаба написал: «Essai historique de la lithotritie»; «Applications des principes de la medecine physiologique au traitement des affections syphilitiques en Egypte» и мн. др.

## Источник
- Лаба, Пьер Огюст Леон // Энциклопедический словарь Брокгауза и Ефрона : в 86 т. (82 т. и 4 доп.). — СПб., 1890—1907.